# Кетнері
Ке́тнері (ест. Ketneri küla) — село в Естонії, у волості Нио повіту Тартумаа.

## Населення
Чисельність населення на 31 грудня 2011 року становила 6 осіб.